# The Gentlemen (2019)
The Gentlemen ist eine Action-Filmkomödie des Regisseurs Guy Ritchie aus dem Jahr 2019 über einen Drogenboss, der sein Geschäft verkaufen möchte. Zu den Hauptdarstellern gehören Matthew McConaughey, Charlie Hunnam, Michelle Dockery, Hugh Grant, Jeremy Strong, Henry Golding und Colin Farrell. Premiere hatte der Film am 3. Dezember 2019 in London. Der deutsche Kinostart war am 27. Februar 2020.

## Handlung
Mickey Pearson, der sich ein Marihuana-Imperium aufgebaut hat, besucht einen Londoner Pub. Er telefoniert mit seiner Frau Rosalind, bemerkt aber schnell, dass bei ihr etwas nicht stimmt. Ein bewaffneter Mann kommt aus der Toilette. Ein Schuss fällt. Blut spritzt auf Pearsons Tisch und Bierglas.
Raymond Smith, Pearsons rechte Hand, wird zu Hause von dem schmierigen Privatdetektiv Fletcher erwartet. Fletcher hat im Auftrag von Big Dave, dem Herausgeber des Daily Print, in Pearsons Geschäften herumgeschnüffelt, da Pearson Dave auf einer Party schwer gekränkt hat. Seine Beweise sowie ein selbst verfasstes Drehbuch, das daraus entstand, bietet Fletcher für 20 Millionen Pfund als Preis für sein Schweigen an. In der Folge werden in Form von Rückblenden die Inhalte seiner Ermittlungen dargestellt:
Obwohl der Amerikaner Mickey Pearson aus armen Verhältnissen stammt, hat er sich über Jahre hinweg durch den Verkauf von Marihuana (zuerst an Studenten seiner Universität, später an andere Dealer) ein gewaltiges Imperium aufgebaut. Angesichts der bevorstehenden Legalisierung von Marihuana möchte er seine Organisation verkaufen, da diese dann ein sauberes Image braucht, das Pearson aufgrund seines Rufs nicht besitzt. Er bietet es Matthew Berger, einem amerikanischen Milliardär, für 400 Millionen Pfund zum Kauf an. Seine zwölf Anbaustandorte für das Marihuana hat er unterirdisch auf Landsitzen verarmter Aristokraten angelegt, die stattliche Provisionen von ihm kassieren. Der Deal ruft auch „Dry Eye“ auf den Plan, einen Unterboss des chinesischen Gangsters Lord George. Er macht Pearson ebenfalls ein Angebot, seine Infrastruktur zu kaufen, doch dieser lehnt ab.
Kurze Zeit später wird eine von Pearsons Cannabis-Farmen von jugendlichen Amateur-Boxern überfallen, die die Wachen überwältigen und eine beträchtliche Menge Marihuana stehlen. Die Diebe laden obendrein ein Video von ihrem Überfall ins Internet hoch. Der Trainer dieser Jungen, der nur „Coach“ genannt wird, ist entsetzt, als er herausfindet, dass das Cannabis Mickey Pearson gehört. Der Coach gibt Smith das erbeutete Cannabis zurück und bietet darüber hinaus seine Dienste als Wiedergutmachung an.
Nach dem Vorfall schließt Pearson den kompromittierten Anbaustandort. Der Verpächter eines anderen Standorts, Lord Pressfield, bittet Pearson, seine ausgerissene, heroinabhängige Tochter Laura nach Hause zu bringen. Smith holt sie mit zwei Handlangern aus einer heruntergekommenen Wohnung. Es kommt zu einer Rangelei mit den drogensüchtigen Mitbewohnern, in deren Folge der junge Russe „Aslan“ aus dem Fenster stürzt. Sein Tod wird von anwesenden Jugendlichen gefilmt. Smith bringt die Situation unter Kontrolle, indem er die Halbstarken verfolgt und ihre Telefone einkassiert.
Der Coach liefert Smith Phuc, einen von Dry Eyes Gefolgsleuten, der den Boxschülern den Standort von Pearsons Cannabis-Farm verraten hat. Als Vergeltung bedroht Pearson Lord George und zerstört eines seiner Heroin-Labore. Lord George will daraufhin Dry Eye für seine Eigenmächtigkeit töten lassen, doch als er den Befehl gibt, wird er selbst erschossen. Wie sich herausstellt, steckten Dry Eye und Berger unter einer Decke. Berger plante, durch den Ärger mit dem Cannabis-Diebstahl und der Veröffentlichung des Videos den Preis für Pearsons Marihuana-Imperium zu reduzieren. Dry Eye wiederum wird zum Nachfolger von Lord George befördert und beabsichtigt das Drogengeschäft selbst zu übernehmen.
Um Pearson nach dem Scheitern seines ursprünglichen Plans zu erpressen, plant Dry Eye nun, dessen Frau Rosalind zu entführen. Pearson, der gerade in der Bar aus der Eröffnungsszene des Films mit seiner Frau telefoniert, wird im selben Moment von Raymond Smith gerettet, der den Attentäter erschießt, welcher sich an Pearson herangeschlichen hat – die Anfangsszene des Films mit dem nur scheinbaren Tod Mickeys. Beide eilen zu Rosalind, die inzwischen zwei Gehilfen von Dry Eye mit einer zweischüssigen Deringer erschossen hat. Pearson erschießt Dry Eye, bevor dieser Rosalind vergewaltigen kann. Hier enden die Rückblenden.
Fletcher, der all das herausgefunden und zahlreiche Beweise dafür zusammengetragen hat, gibt Smith 72 Stunden, um auf seine Forderung eines Schweigegeldes von 20 Millionen Pfund einzugehen. Andernfalls werde er alle Beweise an Big Dave zur Veröffentlichung geben. Smith fordert daraufhin einen Gefallen beim Coach ein. Seine Schüler entführen Big Dave, setzen ihn unter Drogen und filmen ihn beim Sex mit einem Schwein. Mit dem Video erpressen sie ihn, sein Vorgehen gegen Pearson einzustellen. Pearson konfrontiert Berger mit seinem Wissen über dessen Komplott mit Dry Eye. Er will nun sein Marihuana-Geschäft behalten und fordert seinerseits als Wiedergutmachung für den von Berger zuvor selbst errechneten Geschäftsschaden 270 Millionen Pfund. Außerdem „ein Pfund Fleisch“ vom Körper des Juden Berger für die versuchte Entführung und Vergewaltigung von Rosalind.
Als Fletcher sich mit Smith zur beabsichtigten Übergabe des Schweigegeldes trifft, enthüllt dieser, dass ihm die ganze Zeit über klar gewesen ist, dass Fletcher sie observiert hat. Er hat ihn daher seinerseits vom Coach beschatten lassen und hat alle Kopien der Beweise über Pearsons Geschäfte sichergestellt. Um sein Leben zu retten, nennt Fletcher den Drahtzieher des Anschlags in der Bar. Fletcher hat einem ehemaligen russischen KGB-Agenten, dem Vater des verunglückten Aslan, ebenfalls Informationen über Pearsons und Smiths Verantwortung für dessen Tod verkauft. Zwei weitere Attentäter dringen in Smiths Garten ein, werden jedoch vom Coach erschossen, der das Anwesen eben verlassen hat. In dem Tumult entkommt Fletcher. Mickey Pearson wird zeitgleich von zwei Russen gekidnappt. Jedoch retten ihn die Schüler des Coachs zufällig, als sie eigentlich einen Anschlag auf ihn verüben wollen.
Später stellt Fletcher sein Drehbuch der bizarren Geschichte dem Filmstudio Miramax (dem Filmstudio, das The Gentlemen in der Realität produziert hat) als Idee für einen Film vor. Als er anschließend in ein Taxi steigt, entpuppt sich der Fahrer als Raymond Smith. Rosalind informiert ihren Mann darüber und beide genießen ihre Zweisamkeit.

## Produktion
Regie führte Guy Ritchie. Das Drehbuch wurde von Guy Ritchie, Marn Davies und Ivan Atkinson geschrieben.
Die Premiere des Films fand am 3. Dezember 2019 im Curzon Mayfair Cinema in London statt. In den britischen Kinos lief der Film am 1. Januar 2020 an, in den Vereinigten Staaten am 24. Januar 2020. In Deutschland lief er am 27. Februar 2020 in den Kinos an. Den Verleih in Deutschland übernahm Leonine.

### Synchronisation
Die deutsche Synchronisation entstand nach einem Dialogbuch von Tobias Neumann und unter der Dialogregie von Martin Halm im Auftrag von Scalamedia.
| Rolle            | Darsteller            | Synchronsprecher   |
| ---------------- | --------------------- | ------------------ |
| Mickey Pearson   | Matthew McConaughey   | Benjamin Völz      |
| Raymond Smith    | Charlie Hunnam        | Björn Schalla      |
| Rosalind Pearson | Michelle Dockery      | Manja Doering      |
| Matthew Berger   | Jeremy Strong         | Marcus Off         |
| Coach            | Colin Farrell         | Florian Halm       |
| Dry Eye          | Henry Golding         | Norman Matt        |
| Lord George      | Tom Wu                | Rainer Doering     |
| Bunny            | Chidi Ajufo           | Kevin Kraus        |
| Fletcher         | Hugh Grant            | Patrick Winczewski |
| Big Dave         | Eddie Marsan          | Lutz Schnell       |
| Phuc             | Jason Wong            | Armin Schlagwein   |
| Hammy            | John Dagleish         | Martin Halm        |
| Roger            | Gershwyn Eustache Jr. | Paul Matzke        |
| Lord Pressfield  | Samuel West           | Dietmar Wunder     |
| Laura Pressfield | Eliot Sumner          | Franziska Endres   |

## Fernsehserie
Am 7. März 2024 erschien auf Netflix eine gleichnamige Fernsehserie mit acht Folgen, bei der Guy Ritchie das Drehbuch schrieb. Bei den beiden ersten Episoden des Spin-Offs führte er Regie. Die Hauptrollen spielen Theo James, Kaya Scodelario, Joely Richardson und Vinnie Jones.

## Auszeichnungen
Saturn-Award-Verleihung 2021
- Nominierung als Bester Action- oder Abenteuerfilm